# Доріан Грей (акторка)
Доріан Грей (італ. Dorian Gray, уроджена Марія Луїза Манджіні (італ. Maria Luisa Mangini; 2 лютого 1928 — 15 лютого 2011) — італійська актриса.

## Біографія
Її акторський дебют відбувся на театральній сцені у 1950 році, а через рік вона вперше з'явилася на великому екрані. У кіно Грей часто грала ролі сексуальних блондинок у кінокомедіях, як, наприклад, Марізу Флоріан у комедії «Тото, Пеппіно і розпусниця» (1956), завдяки якій вона і стала популярною.
Крім цього, вона продемонструвала і свій драматичний талант, з'явившись у таких картинах як «Крик» Мікеланджело Антоніоні та «Ночі Кабірії» Федеріко Фелліні. 1965 року актриса завершила свою кар'єру і більше ніколи не брала участі в публічних заходах.
Доріан Грей наклала на себе руки, застрелившись у своєму будинку в Торченьйо в лютому 2011 року, через два тижні після свого 83-річчя.